# Jadranka Winbow
Jadranka Negodić-Winbow (* 1956 in Travnik, SFR Jugoslawien) ist eine bosnisch-herzegowinische Diplomatin. Sie war von 2019 bis 2023 Botschafterin ihres Landes in Deutschland.

## Berufsweg
Jadranka Negodić-Winbow wurde Travnik geboren. Sie absolvierte ein Studium der Rechtswissenschaften an der Universität Sarajevo. Während des Bosnienkriegs leitete sie die Personalabteilung des Klinischen Zentrums in Sarajevo. Am Zentrum für Sozialarbeit in Dubrovnik war sie von 1994 bis 1997 als Rechtsberaterin tätig. Anschließend erhielt sie eine Stelle im Justizministerium.
Jadranka Winbow war von 2007 bis 2008 stellvertretende Außenministerin ihres Landes. Im Jahr 2008 wurde sie zur Ständigen Vertreterin bei der Europäischen Union in Brüssel ernannt. Noch im selben Jahr wechselte sie als Botschafterin für das Vereinigte Königreich nach London. Im Jahr 2012 wurde sie Botschafterin in den Vereinigten Staaten. Mit Dienstsitz in Washington, D.C. erhielt sie im folgenden Jahr eine Nebenakkreditierung für Mexiko.
Jadranka Winbow wurde am 7. Mai 2019 zur außerordentlichen und bevollmächtigten Botschafterin der Republik Bosnien und Herzegowina in der Bundesrepublik Deutschland akkreditiert. Ihre Vorgängerin war Ankica Gudeljević, die im Dezember des Jahres Ministerin für Zivilangelegenheiten wurde. Ihr Nachfolger wurde im August 2023 Damir Arnaut.